# Place du Général-Gouraud (Neuilly-sur-Seine)
Pour les articles homonymes, voir Place du Général-Gouraud.
La place du Général-Gouraud est un carrefour situé à Neuilly-sur-Seine.

## Situation et accès

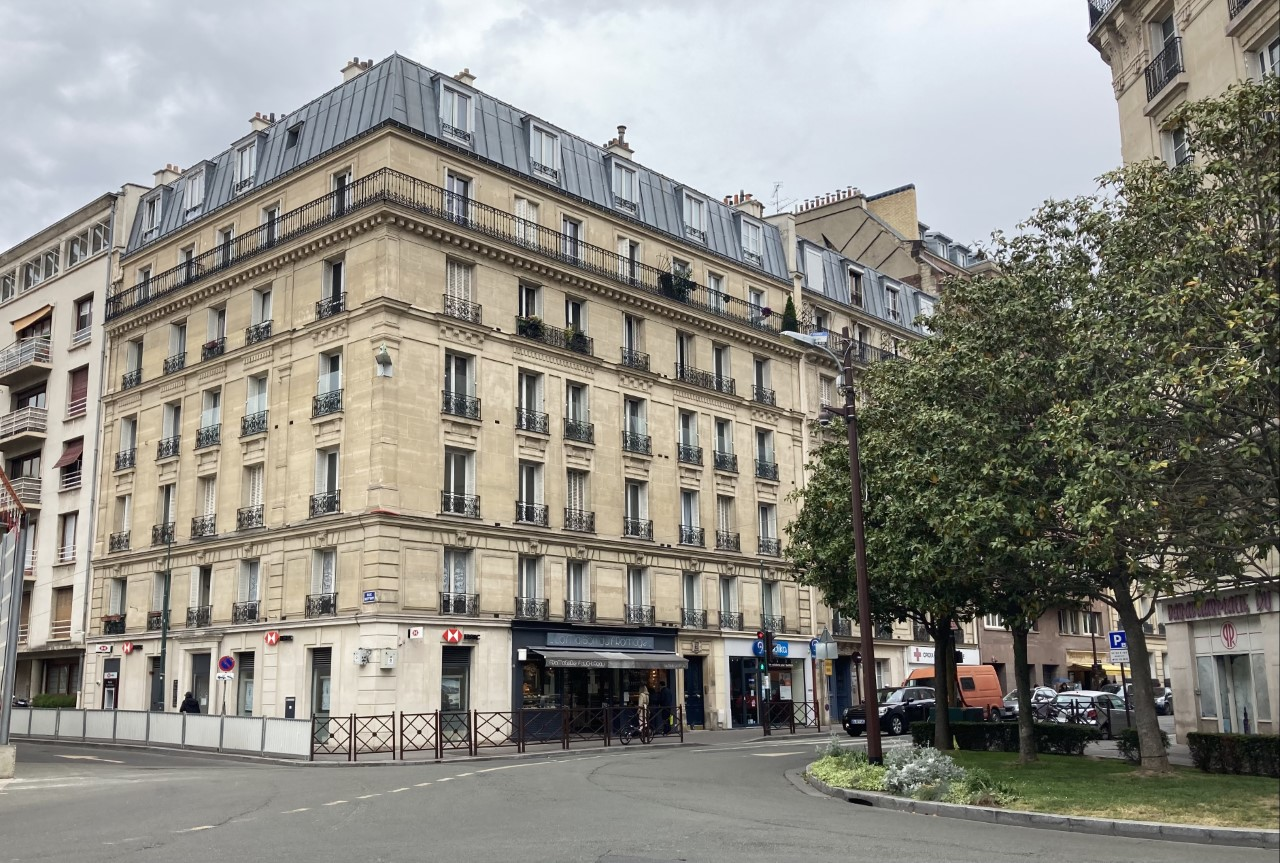
Angle à la rue du Château.

Ce carrefour est le point de rencontre de :
- la rue du Château[1] ;
- l'avenue du Roule ;
- la rue des Poissonniers ;
- la rue Beffroy ;
- la rue Paul-Chatrousse.

## Origine du nom

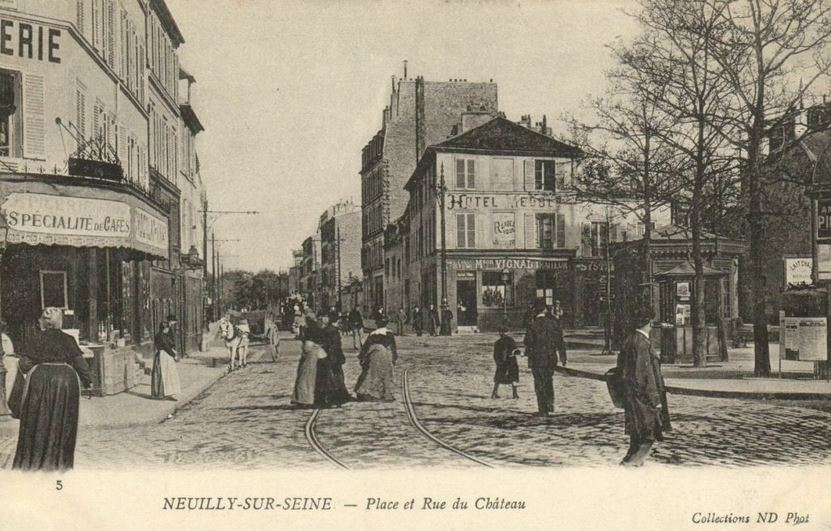
Rue et place du Château.

L'ancienne place du Château doit son nom actuel au général Gouraud (1867-1946). Ces travaux terminés, un réaménagement de la place commence en septembre 2023 (création d'espaces verts, davantage d'espaces piétons, création de pistes cyclables), haut-commissaire de France au Levant (1919-1922) puis gouverneur militaire de Paris (1923-1937).

## Historique

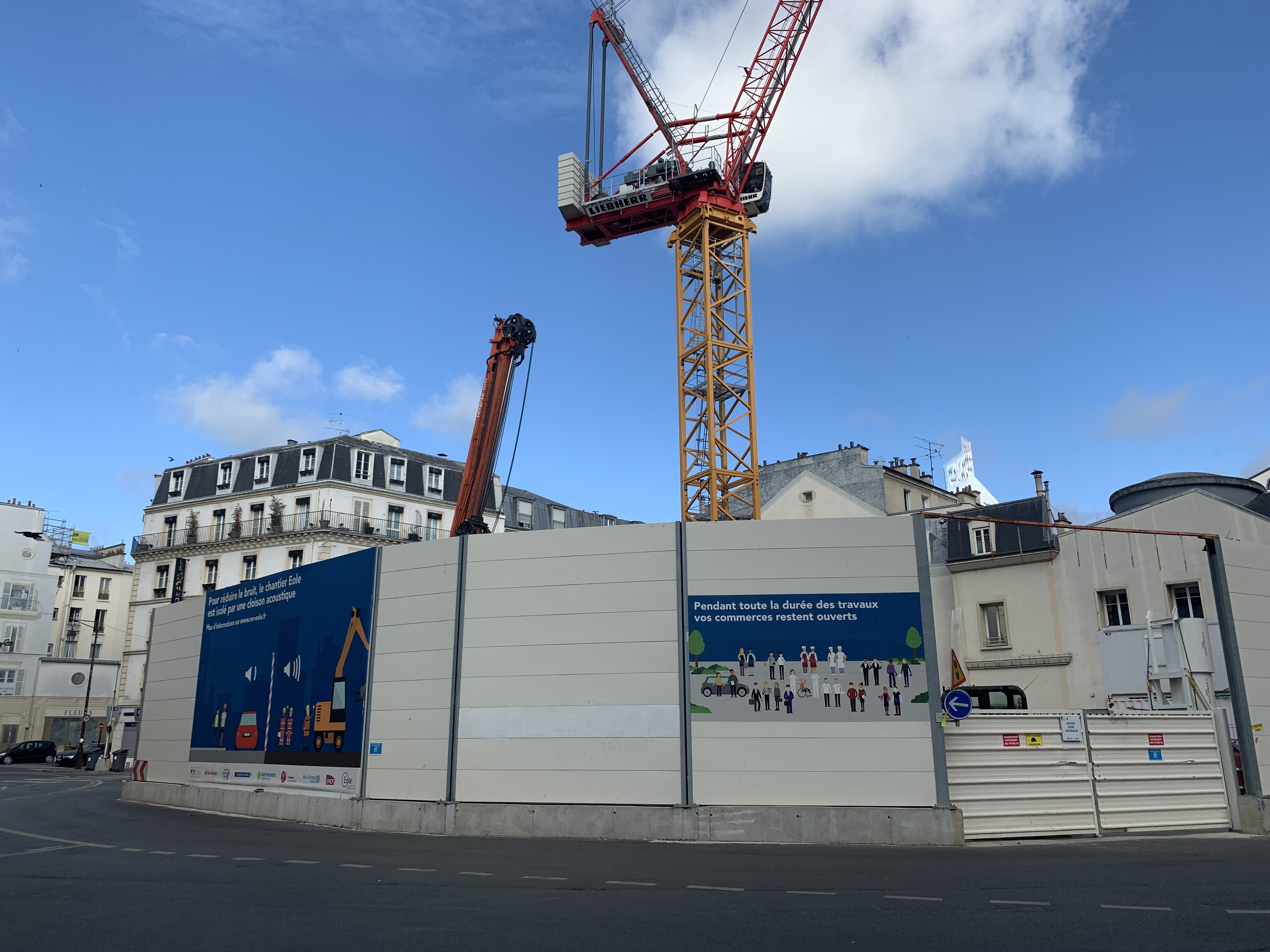
Chantier d'extension du RER E.

En 2016, les travaux du prolongement de la ligne E du RER d'Île-de-France à l'ouest sont entamés et, la réglementation imposant la construction d’accès de sécurité tous les 800 mètres, un puits d'accès aux secours et de ventilation est creusé sur la place,. En janvier 2020, le puits est rempli de sable et d'eau afin de garantir la pression indispensable au passage du tunnelier.
Ces travaux terminés, un réaménagement de la place commence en septembre 2023 (création d'espaces verts, davantage d'espaces piétons et pistes cyclables).